# Kadom
Kadom (russisch Ка́дом) ist eine Siedlung städtischen Typs und ehemalige Stadt in der Oblast Rjasan in Russland mit 5478 Einwohnern (Stand 14. Oktober 2010).

## Geographie

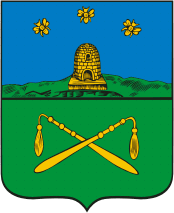
Stadtwappen von 1781

Der Ort liegt etwa 175 km Luftlinie östlich des Oblastverwaltungszentrums Rjasan zu beiden Seiten des rechten Oka-Nebenflusses Mokscha, knapp zehn Kilometer von der Grenze zur Republik Mordwinien entfernt.
Kadom ist Verwaltungszentrum des Rajons Kadomski sowie Sitz der Stadtgemeinde Kadomskoje gorodskoje posselenije, zu der außerdem die Dörfer Bolschoje Lunino (7 km westnordwestlich), Krutez (9 km westlich), Maloje Lunino (6 km nordwestlich), Preobraschenka (6 km nordnordwestlich) und Semjonowka (5 km westlich) sowie die Siedlung Iljinowka (9 km westlich) gehören.

## Geschichte
Der Ort wurde erstmals in der Nikon-Chronik aus dem 16. Jahrhundert erwähnt, in der als Gründungsjahr des Ortes 1209 angegeben ist. Er lag zunächst sechs Kilometer flussaufwärts am rechten Ufer, wo sich heute das Dorf Stary Kadom („Alt-Kadom“) befindet. Im 15. Jahrhundert wurde Kadom wegen häufiger Überschwemmungen an die günstigere heutige Stelle verlegt und dort eine Festung errichtet. Seit dieser Zeit bis gegen Ende des 17. Jahrhunderts gehörte Kadom zum tatarischen Fürstentum Kassimow, einem Lehen des Großfürstentums Moskaus.
1779 erhielt Kadom die Stadtrechte als Verwaltungssitz eines Ujesds der Statthalterschaft Tambow (später Gouvernement Tambow). Bereits 1787 verlor es die Verwaltungsfunktion, blieb aber bis 1926 Stadt. Die wirtschaftliche Entwicklung stagnierte jedoch, zumal der Ort von den im 19. Jahrhundert errichteten Bahnstrecken weiträumig umgangen wurde.
Am 12. Juli 1929 wurde Kadom Verwaltungssitz eines neu geschaffenen, nach ihm benannten Rajons. 1958 erhielt es den Status einer Siedlung städtischen Typs.

### Bevölkerungsentwicklung
| Jahr | Einwohner |
| ---- | --------- |
| 1861 | 7365      |
| 1897 | 6314      |
| 1939 | 5748      |
| 1959 | 8744      |
| 1970 | 7598      |
| 1979 | 7484      |
| 1989 | 7250      |
| 2002 | 6181      |
| 2010 | 5478      |

Anmerkung: ab 1897 Volkszählungsdaten

## Wirtschaft
Kadom ist seit dem 18. Jahrhundert für seine Spitzen- und Stickereiwaren bekannt. Diese werden im Russischen als Kadomski wenis (Кадомский вениз) bezeichnet, von Venice für Venedig, von wo die Technik in verschiedene Orte der Region, darunter Kadom, gebracht wurde, bevor sie dort – von russischer Volkskunst beeinflusst – adaptiert wurde.

## Verkehr
Nach Kadom führt die Regionalstraße 61K-030, die etwa 40 km (per Straße 54 km) südwestlich in Sassowo von der 61K-012 Schazk (an der M5) – Kassimow abzweigt. In Sassowo befindet sich an der Strecke Moskau – Rjasan – Rusajewka – Sysran auch die nächstgelegene Bahnstation.
Ein kleiner Flugplatz unmittelbar südlich von Kadom ist seit den 1990er-Jahren außer Betrieb.

## Persönlichkeiten
- Wassili Schestakow (1891–1956), sowjetischer Politiker
- Nikolai Charlamow (1892–1938), sowjetischer Militär, Leiter des Zentralen Aero- und Hydrodynamischen Instituts (ZAGI)
- Sergei Batyschew (1915–2000), sowjetischer Militär, Pädagoge und Wissenschaftler
- Nina Kinjapina (1920–2003), Historiker
- Dmitri Kaprin (* 1921), sowjetischer Militär